# Autolelli Picenum Calcio Femminile 1997-1998
Questa voce raccoglie le informazioni riguardanti l'Autolelli Picenum Calcio Femminile nelle competizioni ufficiali della stagione 1997-1998.

## Divise e sponsor
Sponsor principale era la concessionaria Autolelli di Castel di Lama.

## Rosa
Come da sito calciodonna.it.
| N. |                   | Ruolo | Calciatrice        |
| -- | ----------------- | ----- | ------------------ |
|    | Italia (bandiera) | P     | Carla Brunozzi     |
|    | Italia (bandiera) | D     | Derna Amadio       |
|    | Italia (bandiera) | D     | Claudia Di Cato    |
|    | Italia (bandiera) | D     | Paola Maggiore     |
|    | Italia (bandiera) | D     | Maura Pedroni      |
|    | Italia (bandiera) | D     | Concetta Salvatore |
|    | Italia (bandiera) | D     | Francesca Talamè   |
|    | Italia (bandiera) | C     | Barbara Caricato   |
|    | Italia (bandiera) | C     | Piera Maglio       |

| N. |                      | Ruolo | Calciatrice         |
| -- | -------------------- | ----- | ------------------- |
|    | Italia (bandiera)    | C     | Verusca Marinozzi   |
|    | Italia (bandiera)    | C     | Selena Mazzantini   |
|    | Italia (bandiera)    | C     | Fabiana Mazzeo      |
|    | Italia (bandiera)    | A     | Federica Di Lorenzo |
|    | Australia (bandiera) | A     | Angela Iannotta     |
|    | Italia (bandiera)    | A     | Vania Massimi       |
|    | Italia (bandiera)    | A     | Helene Mengarelli   |
|    | Italia (bandiera)    | A     | Dajana Petrini      |
|    | Italia (bandiera)    | A     | Elisa Renzi         |

## Calciomercato

### Sessione estiva
| Acquisti | Acquisti            | Acquisti           | Acquisti   |
| R.       | Nome                | da                 | Modalità   |
| -------- | ------------------- | ------------------ | ---------- |
| D        | Concetta Salvatore  | Pisa               | definitivo |
| C        | Fabiana Mazzeo      | Gravina in Puglia  | definitivo |
| A        | Federica di Lorenzo | Azzurra            | definitivo |
| A        | Dajana Petrini      | Porto Sant'Elpidio | definitivo |

| Cessioni | Cessioni        | Cessioni | Cessioni   |
| R.       | Nome            | a        | Modalità   |
| -------- | --------------- | -------- | ---------- |
| C        | Florinda Ciardi | Modena   | definitivo |

### Sessione invernale
| Acquisti | Acquisti        | Acquisti                              | Acquisti   |
| R.       | Nome            | da                                    | Modalità   |
| -------- | --------------- | ------------------------------------- | ---------- |
| A        | Angela Iannotta | Matsushita Electric Panasonic Bambina | definitivo |

| Cessioni | Cessioni | Cessioni | Cessioni |
| R.       | Nome     | a        | Modalità |
| -------- | -------- | -------- | -------- |
|          |          |          |          |

## Risultati

### Serie A

#### Girone di andata
| Triginto, Mediglia 27 settembre 1997, ore --:-- CEST 1ª giornata | ACF Milan | 3 – 1 | Autolelli Picenum | Campo sportivo Vigorelli |

| Castel di Lama 4 ottobre 1997, ore 15:30 CEST 2ª giornata | Autolelli Picenum | 1 – 1 | Lugo Zambelli |  |

| Castel di Lama 11 ottobre 1997, ore 15:30 CEST 3ª giornata | Autolelli Picenum | 1 – 1 | Sporting Sorrento Crems |  |

| 18 ottobre 1997, ore 15:30 CEST 4ª giornata | Riva del Garda | 2 – 1 | Autolelli Picenum |  |

| Castel di Lama 25 ottobre 1997, ore --:-- CEST 5ª giornata | Autolelli Picenum | 2 – 4 | Bardolino |  |

| Cascine Vica 1º novembre 1997, ore --:-- CET 6ª giornata | Cascine Vica | 3 – 2 | Autolelli Picenum |  |

| Castel di Lama 8 novembre 1997, ore --:-- CET 7ª giornata | Autolelli Picenum | 2 – 1 | Fiammamonza |  |

| Sarzana 29 novembre 1997, ore --:-- CET 8ª giornata | Sarzana | 2 – 2 | Autolelli Picenum |  |

| Castel di Lama 6 dicembre 1997, ore --:-- CET 9ª giornata | Autolelli Picenum | 4 – 1 | Sporting Segrate 92 |  |

| Pisa 13 dicembre 1997, ore --:-- CET 10ª giornata | Pisa | 4 – 1 | Autolelli Picenum | Campo sportivo Abetone |

| Castel di Lama 6 dicembre 1997, ore --:-- CET 11ª giornata | Autolelli Picenum | 0 – 0 | Agliana |  |

| Arbitro: | Celiento (Frattamaggiore) |

|                                 |           |                |
| Napoleoni 45’, 86’ Di Renzo 67’ | Marcatori | 52’ Mengarelli |

| Arbitro: | Bonon (Rovigo) |

|                                |           |                                  |
| Mazzantini 33’ Mazzeo 42’, 71’ | Marcatori | 57’ (rig.) Bianco 67’ Garagliano |

| Modena 17 gennaio 1998, ore 14:30 CET 14ª giornata | Modena            | 0 – 0 referto | Autolelli Picenum | Stadio Alberto Braglia\| Arbitro: \| Rizzini (Belluno) \| |
| Arbitro:                                           | Rizzini (Belluno) |               |                   |                                                           |

| Arbitro: | Laruccia (Bari) |

|                |           |  |
| Mazzantini 45’ | Marcatori |  |

#### Girone di ritorno
| Arbitro: | Guaraldi (Finale Emilia) |

|              |           |                                  |
| Caricato 45’ | Marcatori | 17’ Murelli 51’, 83’ Tagliacarne |

| Arbitro: | Vancini (Finale Emilia) |

|                |           |  |
| Carta 28’, 60’ | Marcatori |  |

| Sorrento 14 febbraio 1998, ore 14:30 CET 18ª giornata | Sporting Sorrento | 3 – 1 referto | Autolelli Picenum |  |

| Arbitro: | Valentini di Formia (Macerata) |

|                     |           |  |
| Mengarelli 34’, 43’ | Marcatori |  |

| Arbitro: | Scarpa (Milano) |

|                      |           |                |
| Formisano 57’ (rig.) | Marcatori | 45’ Mazzantini |

| Arbitro: | Boresta (Roma) |

|  |           |                     |
|  | Marcatori | 41’ (aut.) Maggiore |

| Arbitro: | Liut (Pisa) |

|                                        |           |                |
| Novelli 1’, 63’ Fusciani 3’ Donghi 83’ | Marcatori | 43’ Mengarelli |

| Arbitro: | Manzo (Torre del Greco) |

|            |           |                           |
| Pedroni 2’ | Marcatori | 79’ Maciaszczyk 90’ Mosti |

| Arbitro: | De Toni (Schio) |

|  |           |                                          |
|  | Marcatori | 45’ Di Lorenzo 90’ Iannotta 90+4’ Maglio |

| Arbitro: | Bianchini (Civitavecchia) |

|                            |           |                                          |
| Di Cato 14’ Mengarelli 48’ | Marcatori | 14’ Madsen 67’, 75’, 90+2’ (rig.) Sberti |

| Arbitro: | Falso (Formia) |

|                     |           |              |
| Iozzelli 78’ (rig.) | Marcatori | 33’ Iannotta |

| Arbitro: | Pamcrazio (Brescia) |

|                                    |           |                          |
| Maglio 3’ Caricato 29’ Pedroni 90’ | Marcatori | 56’ Frollani 82’ Massimi |

| Arbitro: | Mascia (Cagliari) |

|                                       |           |                            |
| Miniati 27’ Mazzarella 37’ Bianco 89’ | Marcatori | 21’ Marinozzi 25’ Iannotta |

| Arbitro: | Faraguna (Trento) |

|  |           |                         |
|  | Marcatori | 60’ Rutten 90+5’ Morace |

| Arbitro: | Pagano (Avellino) |

|             |           |                |
| Carboni 65’ | Marcatori | 30’ Mazzantini |

## Statistiche

### Statistiche di squadra
| Competizione | Punti | In casa | In casa | In casa | In casa | In casa | In casa | In trasferta | In trasferta | In trasferta | In trasferta | In trasferta | In trasferta | Totale | Totale | Totale | Totale | Totale | Totale | DR  |
| Competizione | Punti | G       | V       | N       | P       | Gf      | Gs      | G            | V            | N            | P            | Gf           | Gs           | G      | V      | N      | P      | Gf     | Gs     | DR  |
| ------------ | ----- | ------- | ------- | ------- | ------- | ------- | ------- | ------------ | ------------ | ------------ | ------------ | ------------ | ------------ | ------ | ------ | ------ | ------ | ------ | ------ | --- |
| Serie A      | 30    | 15      | 6       | 3       | 6       | 23      | 24      | 15           | 1            | 6            | 8            | 17           | 29           | 30     | 7      | 9      | 14     | 40     | 53     | -13 |
| Coppa Italia | -     | .       | .       | .       | .       | .       | .       | .            | .            | .            | .            | .            | .            | .      | .      | .      | .      | .      | .      | .   |
| Totale       | -     | .       | .       | .       | .       | .       | .       | .            | .            | .            | .            | .            | .            | .      | .      | .      | .      | .      | .      | .   |

### Andamento in campionato
| Giornata  | 1 | 2  | 3 | 4 | 5 | 6 | 7 | 8 | 9 | 10 | 11 | 12 | 13 | 14 | 15 | 16 | 17 | 18 | 19 | 20 | 21 | 22 | 23 | 24 | 25 | 26 | 27 | 28 | 29 | 30 |
| --------- | - | -- | - | - | - | - | - | - | - | -- | -- | -- | -- | -- | -- | -- | -- | -- | -- | -- | -- | -- | -- | -- | -- | -- | -- | -- | -- | -- |
| Luogo     | T | C  | C | T | C | T | C | T | C | T  | C  | T  | C  | T  | C  | C  | T  | T  | C  | T  | C  | T  | C  | T  | C  | T  | C  | T  | C  | T  |
| Risultato | P | N  | N | P | P | P | V | N | V | P  | N  | P  | V  | N  | V  | P  | P  | P  | V  | N  | P  | P  | P  | V  | P  | N  | V  | P  | P  | N  |
| Posizione |   | 12 |   |   |   |   |   |   |   |    | 10 | 11 | 9  | 9  | 9  | 9  | 9  | 10 | 9  | 9  | 9  | 10 | 12 | 10 | 11 | 11 | 9  | 10 | 11 | 12 |

Legenda:

Luogo: C = Casa; T = Trasferta. Risultato: V = Vittoria; N = Pareggio; P = Sconfitta.

### Statistiche delle giocatrici
| Giocatore   | Serie A  | Serie A | Serie A     | Serie A    | Coppa Italia | Coppa Italia | Coppa Italia | Coppa Italia | Totale   | Totale | Totale      | Totale     |
| Giocatore   | Presenze | Reti    | Ammonizioni | Espulsioni | Presenze     | Reti         | Ammonizioni  | Espulsioni   | Presenze | Reti   | Ammonizioni | Espulsioni |
| ----------- | -------- | ------- | ----------- | ---------- | ------------ | ------------ | ------------ | ------------ | -------- | ------ | ----------- | ---------- |
| D. Amadio   | ?        | ?       | ?           | ?          | ?            | ?            | ?            | ?            | ?        | ?      | ?           | ?          |
| C. Brunozzi | ?        | ?       | ?           | ?          | ?            | ?            | ?            | ?            | ?        | ?      | ?           | ?          |
| B. Caricato | ?        | ?       | ?           | ?          | ?            | ?            | ?            | ?            | ?        | ?      | ?           | ?          |
| P. Maglio   | ?        | ?       | ?           | ?          | ?            | ?            | ?            | ?            | ?        | ?      | ?           | ?          |
| M. Pedroni  | ?        | ?       | ?           | ?          | ?            | ?            | ?            | ?            | ?        | ?      | ?           | ?          |